# Musas de Andalucía
Musas de Andalucia opus 93 est un cycle de neuf pièces pour cordes, piano et soprano de Joaquín Turina composé en 1942, chacune d'entre elles avec une composition instrumentale particulière. Les paroles de la 5e pièce sont de Josefina de Attard.
L'œuvre a été créée à la Radio Nacional de España le 28 décembre 1944. Les interprètes étaient : Lola Rodríguez Aragón (soprano), Joaquín Turina (pianiste accompagnateur) et la Agrupación Nacional de Música de Cámara, composée de Enrique Iniesta (1er violon), Luis Antón (2e violon), Pedro Meroño (alto), Juan Ruiz Casaux (violoncelle) et Enrique Aroca (piano).

## Structure
1. Clio (aux portes de la Rabida), pour piano ;
2. Euterpe (en pleine fête), pour violon et piano (dédicace : « Cariñoso recuerdo a Josefina Ribera en el día de su santo. JT. 19 de marzo de 1943 ») ;
3. Thalie (orangers et oliviers) pour quatuor à cordes ;
4. Polymnie (nocturne) pour violoncelle et piano (dédicace : « Para la Biblioteca Musical del Excmo. Ayuntamiento de Madrid. Julio 1943 ») ;
5. Melpomène (reflets) pour chant et piano ;
6. Erato (trovos et saetas) pour chant et quatuor à cordes ;
7. Uranie (farruca fuguée) pour piano ;
8. Terpsicore (menuet) pour piano (dédicace : « A Pilar Mendicuti muy afectuosamente. J.T. Mayo - 1944 ») ;
9. Calliope (hymne) pour quatuor à cordes et piano.

- Durée d'exécution : trente cinq minutes

## Source
- François-René Tranchefort, guide de la musique de chambre, éd. Fayard 1989 p.906  (ISBN 2-213-02403-0) (BNF 35064530)